# Yescia Bloom
Yescia Bloom (c. 1990-Miami, Estados Unidos, 30 de enero de 2017) fue una modelo venezolana que participó y ganó varios certámenes de belleza LGBT en Venezuela e internacionales.

## Biografía
Yescia creció en el sector Los Mangos de Maracaibo, en el estado Zulia, en el seno de una familia humilde de esa ciudad. A los quince años comenzó a trabajar en la avenida 5 de Julio. Años después emigró de Venezuela y se radicó en el exterior, se sometió a varias cirugías estéticas y viajó a varios países del mundo.Bloom participó en certámenes de belleza LGBT en Venezuela e internacionales, resultando ganadora en varios.
Una de las últimas cirugías tuvo lugar en 2016, una afeminación de rostro con la que retocó sus pómulos, frente y mejillas. Posteriormente, una inyección de biopolímeros estética hecha años atrás se expandió por su cuerpo y afectó sus órganos vitales. En enero de 2017 fue hospitalizada en Miami, Estados Unidos, debido a una infección pulmonar, y el 30 de enero falleció por un paro respiratorio a los 26 años.
La comunidad LGBT de Venezuela y reinas de Miss Venezuela lamentaron su muerte. Para febrero de 2017, su madre no había podido obtener el permiso especial de la embajada estadounidense para buscar el cuerpo de su hija de Estados Unidos. Su amiga y compañera de piso se estaba encargando de los trámites legales para su repatriación a Maracaibo.

## Vida personal
Yescia Bloom era la hija mayor entre tres hermanos. Tuvo una relación romántica que duró alrededor de dos años.